# Les Bossats
Les Bossats sono un sito archeologico che si trova nel comune di Ormesson, nella regione francese dell'Île-de-France, frequentato dai primi esseri umani moderni europei (EEMH - Early european modern humans) ininterrottamente dal paleolitico medio fino al Solutreano medio, ovvero approssimativamente da 50 000 a 19 000anni dal presente.

## Descrizione
Il sito è di primaria importanza archeologica per diverse ragioni. La sua eccezionale durata di frequentazione e il suo eccellente stato di conservazione consentono di stabilire un quadro cronostratigrafico molto più preciso di quello precedentemente noto a nord della Loira.
È particolarmente interessante per il Gravettiano inferiore, una facies del paleolitico superiore poco conosciuta nella regione; soprattutto perché i resti di quest'epoca sono tra i meglio conservati. Ha inoltre restituito il primo fossile umano gravettiano rinvenuto a nord della Loira.

### Ritrovamenti
Durante il periodo Musteriano  i Neanderthal frequentarono il sito;  l'abbondanza di resti rinvenuti suggerisce che i Neanderthal cacciassero cavalli e bisonti.
Gli EEMH succedettero ai Neanderthal durante il Castelperroniano, quando la loro occupazione era caratterizzata dalla scheggiatura di lame di selce con bordi regolari e strumenti taglienti affilati per la lavorazione di carne e ossa. 
La presenza umana nel Gravettiano è attestata dai resti della caccia al bisonte e da vari manufatti decorativi come conchiglie forate, mentre quella nel Solutreano è testimoniata dai reperti di selci bifacciali, precisamente di lame a foglia d'alloro, probabilmente utilizzate per il taglio e la macellazione degli animali cacciati. Al 2025 è il sito più settentrionale in cui è attestata la presenza umana in Europa occidentale nel periodo dell'ultimo massimo glaciale.